# Lizzy Scharnofske

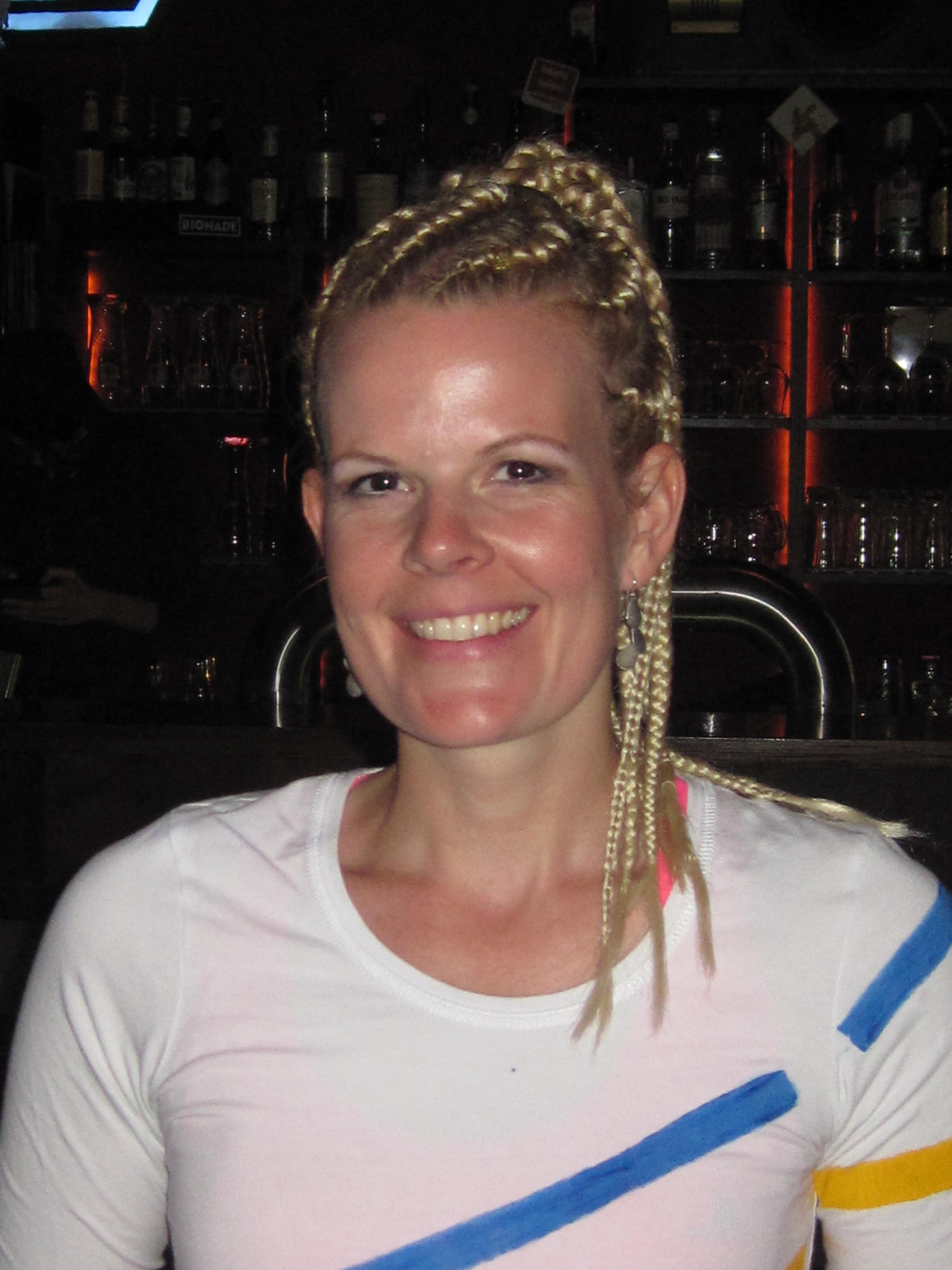
Lizzy Scharnofske (2018)

Lizzy Scharnofske (* 22. November 1981 in Gestorf, Springe als Larissa Scharnofske) ist eine deutsche Jazz- und Fusion-Musikerin (Schlagzeug, Perkussion, Gesang), Komponistin und Schauspielerin.

## Leben und Wirken
Scharnofske wuchs in einer Musikerfamilie in der Nähe von Hannover auf und spielte ab 14 Jahren Schlagzeug in verschiedenen Bands. Sie studierte ab 2001 Jazz-Schlagzeug am Conservatorium van Amsterdam, wo sie parallel in der Trad-Jazz-Frauenband Alice in Dixieland spielte. Sie setzte dann ihr Bachelor-Studium am Conservatoire National de la Danse et de la Musique de Paris fort und schloss es 2005 ab.
Neben dem Jazz beschäftigt sie sich auch mit elektroakustischer Musik (u. a. im Duo mit der Saxophonistin Edith Steyer) und der Produktion eigener Kompositionen. Seit ihrer Graduierung arbeitet sie in verschiedenen Projekten, wie in der Formation Girl Talk, dem Ladies-Swing-Trio (mit Inka Hellmich und Adi Sharon), in der Band Les Belles du Swing und in der Drum-and-Bass-Band Grambowski. Seit Mitte der 2000er Jahre ist sie Drummerin im kollaborativen Jazztrio Center mit Pianist Eike Wulfmeier und Bassist Andreas Edelmann, wobei Edelman 2015 durch Marcel Krömker am Kontrabass ersetzt wurde. Bei Unit Records spielten sie ihr 2017 erschienenes Album No. 3 ein.
Gegenwärtig (2016) arbeitet sie mit den Formationen Lan, Quancing Deen, The Cox, RotOrange (Duo Schlagzeug-Klavier), IAMX; ferner ist sie Trommlerin bei Musicalproduktionen der Konzertdirektion Landgraf. Weitere Formationen, in denen sie gegenwärtig tätig ist, sind das Anja Ritterbusch Quartett, und Col.Decker, eine Elektro-Techno-Tanzband aus Berlin, gegründet mit ihrem Bruder Niko Scharnofske. Sie ist außerdem Studiodrummerin in diversen Studios für Film- und Werbemusik sowie für andere Künstler. Für ihr Soloprojekt Lizzy entwarf sie Elektro-Performances mit einem selbstentwickelten tragbaren Schlagzeug.
Scharnofske tritt gelegentlich in Filmproduktionen auf, darunter Lux – Krieger des Lichts (2017) und Gundermann (2018).

## Preise und Auszeichnungen
Scharnofske gewann während ihrer Ausbildung sowohl im Jazz- als auch im klassischen Bereich Auszeichnungen und Förderpreise (Jugend jazzt, Winning Jazz, Jazzin, Kammermusik-Förderpreis). 2012 erhielt sie den Solistenpreis des Neuen Deutschen Jazzpreises, den 2. Platz erhielt ihr Jazztrio Center, ebenfalls beim Neuen Deutschen Jazzpreis 2012.

## Diskographische Hinweise
- Triomusic (Neuklang, 2007)
- LAN: Ja, Nein (2008)
- LAN: Sonne (2008)
- SugarCandyMountain: SCM No2 (2009)
- Center Trio: Reisezeit (Konnex Records, 2010)
- Sebastian Liedke Trio: To Walk in the Past (2010)
- Steyer, Scharnofske: Sinnlichkeit & Wahnsinn (2010)
- AKA AKA & Thalstroem: Variete  (2011)
- Col.Decker: WCTM (2013)
- Center Trio: No. 3, Album (Unit Records, 2017)